# Anchiano
Anchiano est une frazione située sur la commune de Vinci en Toscane, sur le territoire de laquelle se trouve la maison natale de Léonard de Vinci.

## Description
Anchiano est une petite zone proche de Vinci, dans les collines du Chianti de Toscane. Elle est notamment connue grâce à Léonard de Vinci, lequel est né dans une ferme près d'Anchiano le 15 avril 1452.
L'urbanisation n'est pas très développée dans la région, les paysages sont donc encore composés de vignobles et d'oliveraies.